# Howard Gordon
Howard Gordon est un scénariste et producteur de télévision américain né à New York le 31 mars 1961.

## Biographie
Après avoir été obtenu un Bachelor of Arts en anglais et écriture créative de Princeton en 1984, lui et son coscénariste Alex Gansa ont déménagé à Los Angeles pour faire un film basé sur la vie de Lord Byron. Une fois à Los Angeles, ils rencontrèrent un petit problème : « Personne ne savait qui était Lord Byron. » déclare-t-il.
Alors, à la place, Gordon et Gansa ont écrit et vendu un script pour ST. Elsewhere (la vie et le travail d'une équipe au sein d’un hôpital de Boston) et commencèrent à donner des cours à des étudiants pour le SAT test (Scholastic Aptitude Test- un examen d'entrée à l'université aux États-Unis). 
Ce travail devint le maillon d'une chaîne qui conduisit Gordon à son premier véritable emploi lorsque l'une de ses étudiantes se révéla être la fille d'un producteur de la série ABC Spenser (une série policière avec l'acteur Robert Urich basée sur les nouvelles de Robert B. Parker). Gordon et Gansa ont diffusé quelques idées pour cette série et en sont venus à écrire plus d'une demi-douzaine de scripts pour le détective. De là, attirant le regard des têtes de l'industrie, ils obtinrent une place dans l’équipe de scénaristes de La Belle et la Bête, puis en ont été nommés producteurs, ce qui a donné à Gordon une chance d'apprendre les rouages de la production de séries TV. 
Contrairement à ce que l’on pourrait penser, il dit qu'il était vraiment loin de vivre une vie de rêve : « Je partageais un studio et dormais sur le sol » se souvient Gordon. « Je n'ai pas eu de lit pour dormir durant la première année et demi que j’étais ici ».
Mais il se forgeait une réputation. En 1990, le duo Gordon et Gansa signèrent un contrat de deux ans avec Witt -Thomas Productions, durant lequel ils produiront plusieurs pilotes. L'année suivante, il alla sur Sisters de NBC (la vie et les amours des quatre sœurs de la famille Reed, une WASP, artiste, épouse de banlieue et femme d'affaires, à Winnetka, Illinois).
En 1993 Gordon et Gansa fournissent un pilote pour ABC appelé Country Estates (dans lequel un jeune et sa famille déménagent en banlieue où il fait la connaissance d'une jeune fille. Témoin de son meurtre il se rend compte que tout se passe dans le quartier comme si de rien n'était). Alors qu'il ne décollait pas, ce projet attire l'attention d'un producteur renommé. Il est apparu qu'une idée similaire avait germé chez Chris Carter. Et lorsque celui-ci lança X-Files sur FOX, il invita Gordon et Gansa. Gordon resta sur X-Files pendant quatre ans devenant producteur délégué avant de partir sur d'autres projets en 1997. 
Puis il y eut ce tournage en tant que consultant sur Buffy contre les vampires, bien que Gordon dise ne jamais avoir trouvé assez d'inspiration pour cette série. Il ne coproduira pas moins de treize épisodes pour la première et deuxième saison, entre 1997 et 1998 et coécrira, avec Marti Noxon, le scénario de l'épisode Kendra, partie 1.
En 1999, après Buffy, il a finalement obtenu une série qui passa à l’antenne : un remplacement de mi-saison appelé Strange World. Ce show de science fiction ne dura à la TV que trois épisodes sur les 13 écrits. « ABC a perdu l'appétit pour cette série bien avant, elle n'a donc obtenu aucun lancement » se rappelle Gordon. « Je ne les blâme pas, Je ne pense pas qu’elle méritait de continuer. » Les 10 épisodes restants furent diffusés au printemps 2002 sur la chaine SCI-FI. 
Pendant ce temps Gordon pris sur lui de lancer une start-up Internet en lien avec la TV avant d'être rapidement arraché avec Tim Minear par Joss Whedon pour un autre projet : le spin-off Angel. Il apporta ses compétences sur la première saison.
Il essaya deux pilotes de plus (« plantages nobles » dit-il), incluant Ball & Chain (une comédie sur un couple de motards avec des pouvoirs surhumains) qui a été à l'origine reprise par FOX. Mais en 2001, dans une décision de dernière minute, la présidente Gail Berman l'a rejeté pour un projet qui fut son cheval de bataille et qui s'appelait 24.
Ils organisèrent un rendez-vous entre Gordon et les créateurs de 24, Joel Surnow et Bob Cochran au Starbuck : « Je ne pensais pas qu’on m'avait imposé, mais plutôt chaudement recommandé » dit Gordon « il a dû y avoir quelques résistances. La recommandation a été difficile ». Surnow insiste sur le fait que ce n'était pas le cas : « Il était de loin en haut de notre liste. Il a travaillé sur ce pilote, mais nous n'étions pas sûr que celui-ci soit pris par la chaine. Nous en avons sués. »
Une fois de plus, le remplacement d’un pilote pour un plus grand projet joua en faveur de la carrière de Gordon, qui rejoint 24 en tant que coproducteur exécutif. Les quatre années suivantes il a écrit plusieurs épisodes des saisons 1 et 2 dans lesquelles il a été responsable de deux des six scripts et conçu avec Joel et Bob les lignes directrices des  saisons 3 et 4.
Quand Gordon quitta la série à la cinquième saison, pour se tourner avec Tim Minear vers un autre projet, The Inside : Dans la tête des tueurs, il dit être « tombé en paralysie » presque totale due à la pression au début de la production. « J'espérais tellement ne pas être celui qui allait enterrer la série » dit-il.
Mais lorsqu'en 2006, Surnow et Cochran ont refusé d'écrire un nouveau pilote, Gordon assura le remplacement à la tête. Et il le fit alors que la série sortait d'une saison couronnée de succès, se terminant avec Kiefer Sutherland jouant Jack Bauer dans la mise en scène de sa propre mort. Il fallait conserver la complexité du scénario. « Peut-être aurions nous été sur la BBC, que ça se serait terminé, car c'était un grand final pour une série » dit Gordon « Mais cette industrie mise toujours sur la créativité, aussi nous fumes de retour ».

## Le dilemme du scénariste
Même un scénariste et producteur ayant à son actif autant de séries qu'Howard Gordon peut avoir certains regrets professionnels. Avec des séries comme La Belle et la Bête, X-Files, Buffy, Angel et 24, Gordon a travaillé sur bon nombre de séries connues. Mais il est paradoxalement le premier à admettre qu'il a vu parallèlement ses propres projets avorter.
« Je n'ai jamais terminé les séries que j'ai commencé; ma carrière a été remplie de pilotes qui ont échoué » dit-il. « Mais ce fut vraiment un heureux accident. »
Si Gordon a souvent eu à choisir entre ses projets et ceux des autres scénaristes, c’est parce qu'à chaque fois qu'il a essayé d'amener un de ses projets à la TV, un producteur d'une autre série est venu l'arracher à son travail afin d'amener le sien à un niveau de qualité supérieur. Et même s'il ne devait jamais être connu comme le créateur d'une série à succès, Gordon a néanmoins joué un rôle significatif sur plusieurs séries franchisées.

## Filmographie

### Scénariste
- 1986 : Le Magicien (série télévisée, saison 1 épisode 6)
- 1986-1987 : Spenser (série télévisée, 4 épisodes)
- 1987-1990 : La Belle et la Bête (série télévisée, 12 épisodes)
- 1991 : Les Sœurs Reed (série télévisée, saison 2 épisode 3)
- 1993-1997 : X-Files (série télévisée, 20 épisodes)
- 1997 : Buffy contre les vampires (série télévisée, épisode Kendra, partie 1)
- 1999-2000 : Angel (série télévisée, 3 épisodes : Sacrifice héroïque, Grossesse express et La Prison d'Angel)
- 1999-2000 : Strange World (série télévisée, 2 épisodes)
- 2001-2010 : 24 Heures chrono (série télévisée, 54 épisodes)
- 2012 : Awake (série télévisée, 4 épisodes)
- 2011-2014 : Homeland (série télévisée, 4 épisodes)
- 2014-2015 : Tyrant (série télévisée, 3 épisodes)
- 2017 : 24: Legacy (série télévisée, 2 épisodes)

## Récompenses
- 2012 : Primetime Emmy Award du meilleur scénario pour une série télévisée dramatique pour Alex Gansa, Howard Gordon et Gideon Raff pour Homeland
- 2013 : Meilleur producteur pour une série télévisée dramatique au Producers Guild of America Awards pour Homeland